# Calvos (ort)
Calvos är en ort i Spanien.   Den ligger i provinsen Provincia de Ourense och regionen Galicien, i den nordvästra delen av landet, 400 km väster om huvudstaden Madrid. Calvos ligger 901 meter över havet och antalet invånare är 1 187.
Terrängen runt Calvos är huvudsakligen kuperad, men den allra närmaste omgivningen är platt. Runt Calvos är det mycket glesbefolkat, med 7 invånare per kvadratkilometer. Närmaste större samhälle är Xinzo de Limia, 19,1 km nordost om Calvos. I omgivningarna runt Calvos växer i huvudsak blandskog.